# Glyptorhaestus punctulatus
Glyptorhaestus punctulatus là một loài tò vò trong họ Ichneumonidae.